# Der Waldsteig
Der Waldsteig ist der Titel einer Erzählung von Adalbert Stifter. Die erste Fassung erschien 1845, die zweite erweiterte 1850. Erzählt wird in der nachrousseauistischen Idyllentradition die Genesung eines reichen hypochondrischen Sonderlings durch das Erlebnis der Bergnatur und die Liebe zu einem Bauernmädchen.

## Überblick
Der Erzähler berichtet von der Persönlichkeitsentwicklung seines Freundes Theodor Kneigt, genannt Tiburius. Durch unterschiedliche Erziehungsstile in seinem wohlhabenden Elternhaus entwickelt sich der einzige Sohn zu einem unselbständigen Menschen ohne Selbstbewusstsein, der alle Geschäfte seinen Dienern überlässt. Er leidet immer mehr an hypochondrischen und anderen Angststörungen, isoliert sich von seiner Umwelt und wird als seltsamer Kauz belächelt. Ein Naturheilkundler empfiehlt ihm eine Badekur im Gebirge. Dort kann er sich durch Wanderungen mit dem pragmatischen und lebensklugen Bauernmädchen Maria von seinen Zwängen befreien und Körper und Seele heilen. Theodor und Maria heiraten, bekommen einen Sohn und führen zusammen mit gleichgesinnten Freunden ein glückliches, an der Natur orientiertes einfaches und gesundes Landleben.

## Inhalt
| → Inhalt |
| Der Erzähler berichtet die „eigentlich recht einfältig[e] Geschichte“ seines Freundes Theodor Kneigt, um „manchem verwirrten Menschen nützlich [zu sein] und […] eine Anwendung daraus [zu ziehen]“. Zu diesem Zeitpunkt lebt der inzwischen über vierzigjährige Kneigt glücklich mit seiner Frau Maria und einem neugeborenen Kind in einem Landhaus im Gebirge. Früher hielten die Menschen Theodor für „ein[en] sehr große[n] Narr[en]“ und nannten ihn Herr Tiburius, so auch der Erzähler. Dieser sieht die Ursachen seiner Störungen in einer Kombination aus Anlage und Erziehung. Schon sein Vater war ein Sonderling: Der wohlhabende Geschäftsmann traf oft spontane, unüberlegte Entscheidungen beim Ankauf und Verkauf in privaten und geschäftlichen Dingen. Ebenso widersprüchlich behandelte er seine Augenentzündungen erst durch Dunkelheit und dann durch Licht. Neben dem Vater beeinflussten weitere drei Personen Theodors Erziehung: die Mutter verwöhnte ihn und versuchte seine Einbildungskraft durch eine Überflutung mit teuren Spielsachen zu wecken. Der Hofmeister dagegen vertrat seine Ordnungsprinzipien und erteilte sachlich kurze Anweisungen. Außerdem mischte sich Theodors Erbonkel, ein reicher unverheirateter Kaufmann, mit praktischen Ratschlägen in die Erziehung ein. Bereits im Jünglingsalter Theodors starben seine Vormünder und er wurde reicher Erbe des von einem Altknecht bewirtschafteten elterlichen Landgutes und des Vermögens seines Onkels. In der Fortsetzung der väterlichen Tradition kaufte er neue Möbel, Kleider, Bücher usw., hatte aber keinen Platz, sie aufzustellen. Er beobachtete seine Gesundheit, entdeckte dabei viele Krankheitssymptome und entwickelte sich zum Hypochonder. In zunehmender Ängstlichkeit vor Ansteckungen beendete er nicht nur seine Kontakte zu Freunden und Nachbarn, sondern zog sich zuerst auf das Grundstück, dann auf das Haus, schließlich auf das Schlafzimmer zurück und überließ Haushalt und die Geschäfte seinen Dienern. Durch die fehlende Bewegung verstärkten sich seine Schwäche, Kurzatmigkeit und Appetitlosigkeit. Er suchte Hilfe in zahlreichen Büchern über den menschlichen Organismus, die Krankheiten und ihre Heilmethoden, aber ohne Erfolg. Die Symptome schienen sich eher zu verstärken. In seiner Not, und hier beginnt der Hauptteil der Erzählung, besucht Theodor einen neu zugezogenen Doktor der Naturheilkunde, der das „Querleihtenhaus“ gekauft hat und bewirtschaftet: Landbau, Obstzucht, Anbau von Heilpflanzen. Da er einfache, bequeme und praktische Arbeitskleidung trägt und keine Arznei verschreibt, sondern eine Bewegungs-, Frischluft- und Arbeitstherapie mit gesunder Ernährung empfiehlt, hält ihn die Bevölkerung ebenfalls für einen Narren und meidet ihn. Der Arzt gibt Theodor den Rat, zur Kur in ein Gebirgsheilbad zu gehen und dort die Gelegenheit, schöne junge Töchter der Kurgäste kennenzulernen, zu nutzen und sich eine Frau zu suchen und zu heiraten. Da es bereits Spätsommer ist und die Kurzeit zu Ende geht, bricht Theodor mit zwei Dienern und einem Kutscher sofort zu der dreitägigen Reise auf. Im großen Reisewagen lässt er sein eigenes Bett und viele Geräte und Kleider transportieren seine Grauschimmel mit dem Spazierwagen hat er bereits vorausgeschickt. Theodor logiert in einem Gasthof und sucht die Beratung des Badearztes im Brunnengebäude, und dieser stellt ihm das Programm zusammen. Vom Kurbetrieb und den schönen Frauen hält er sich fern und gilt schnell als reicher Kauz. Statt im Ort spazieren zu gehen, lässt er sich in seiner Kutsche in ein abgelegenes Gebirgstal fahren und läuft dort die festgelegte Bewegungszeit ab. Eines Tages lockt ihn das sonnige Wetter zu einer kleinen Wanderung einen idyllischen Gebirgspfad entlang. Er entdeckt unbekannte Pflanzen und Tiere und geht, zum ersten Mal, in einen Wald mit hohen Bäumen hinein. Die geheimnisvolle menschenleere Natur bringt ihn dazu, immer weiter zu laufen. Als er schließlich auf seine Uhr schaut und umkehrt, findet er nicht mehr zur Kutsche zurück. Er wird panisch, ruft um Hilfe, doch niemand hört ihn, und eilt hin und her. Schließlich entscheidet er sich, in der Hoffnung, auf Menschen zu treffen, dem Weg zu folgen. Auf einem Waldsteig gelangt er aus dem frühherbstlichen Wald heraus, geht über Wiesen, sieht hohe vielgestaltige Berge mit Schneefeldern und kommt an einen wilden Gebirgsbach. Es ist bereits spät nachmittags, als er einem Holzknecht begegnet, ihm seine Situation als „Kranker“ schildert und ihn um Hilfe bittet. Denn er ist nassgeschwitzt und friert. Der Waldarbeiter führt ihn zurück in den Kurort. Spätabends erreicht er den Gasthof und wird von seinem zweiten Diener versorgt und, da er Angst hat, sich erkältet zu haben, warm eingepackt zu Bett gebracht. Inzwischen haben sein erster Diener Mathias und der Kutscher Robert einen Suchtrupp zusammengestellt und erfolglos mit Fackeln den Wald abgesucht. Theodor wacht am nächsten Morgen nach langem Schlaf gesund auf und ist stolz auf sein überstandenes Abenteuer. Nach einigen Tagen der Regeneration nimmt er seine Waldgänge wieder auf, findet die Stelle, an der er sich verirrt hat und in einem großen Bogen zum Kurort zurückgelaufen ist. Jetzt entfernt er sich immer weiter von seinem Ausgangsort und betrachtet die Naturerscheinungen. Er erinnert sich seiner früheren Malübungen und zeichnet die Landschaft des Schwarzholzes und der Glockenwiese in sein Skizzenbuch. Besonders interessiert er sich für „Helldunkel“-Szenerien im Fahlgrau des Lichteinfalls und im Streifschatten der Bäume über den dunklen Pfaden. Als sich dies, nachdem er dem Arzt sein Zeichenbuch gezeigt hat, im Ort herumspricht, bestätigt dies die Meinung der Leute über den Narren. Eines Tages trifft Theodor zum ersten Mal auf seinem Waldsteig einen Menschen, das Bauernmädchen Maria. Maria hat Erdbeeren gepflückt und er möchte ihr einige abkaufen, doch sie braucht die Früchte für den Eigenbedarf. Aber sie schenkt ihm einige und bietet ihm an, ihn zu guten Fundstellen zu führen. Sie kommen ins Gespräch, er begleitet sie auf ihrem Heimweg und sie lädt ihn zusammen mit ihrem Vater zum Essen ein. Ein über den anderen Tag folgt er dem Mädchen auf seinen Touren und beteiligt sich beim Pflücken. Ihm wird allmählich seine Unselbständigkeit im Vergleich zur ihm weit überlegenen Lebenspraxis Marias klar und er ist beeindruckt von ihrem einfachen, genügsamen und dennoch zufriedenen Leben. Als das Wetter sich verschlechtert, reist er im Herbst zurück in seine Heimat, mietet aber bereits für das nächste Jahr seine Unterkunft. Im Frühjahr reist er frühzeitig wieder in den Badeort, begleitet Maria beim Kräutersammeln, und sie schaut ihm interessiert beim Zeichnen zu und korrigiert seine Fehler. Ihre Annäherung zieht sich über den ganzen Sommer hin. Seine Entscheidung, sie zu heiraten, wird ausgelöst durch ihre Klage über das freche Betragen eines Kurgastes, der sie „schönes Mädchen“ genannt und ihre Wange berührt habe. Jetzt erst wird er sich ihrer Schönheit bewusst, hat Angst vor Konkurrenten und wirbt bei ihrem Vater um sie als Ehefrau. Maria stimmt zu, denn sie hat hinter seiner Kauzigkeit seinen guten Charakter erkannt. Sicherheitshalber erkundigt sie sich aber nach seinen Finanzen. Theodor reist nach der Hochzeit mit seiner Frau drei Jahre lang durch verschiedene Länder. Nach ihrer Rückkehr nehmen sie Marias Vater in ihr neues Haus auf. Als Nachbar ist Theodors Freund, der Naturdoktor, mit seiner Gattin zugezogen und betreibt jetzt hier seine Garten- und Feldkultur. Theodor übernimmt dessen einfache gesunde Lebensweise und die Bewirtschaftung seines Gutes. Der Erzähler schließt die Idylle mit einer Würdigung des Bauernmädchens Maria, mit deren Hilfe Theodor seine Narrheit und Grillenreiterei überwunden hat: „Mit dem treuen, reinen Verstande, der dem Erdbeermädchen eigen gewesen war, fand sie sich schnell in ihr Verhältnis, dass man sie in ihm geboren erachtete, und mit ihrer naiven klaren Kraft, dem Erbteile des Waldes, ist ihr Hauswesen blank, lachend und heiter geworden, wie ein Werk aus einem einzigen, schönen und untadeligen Gusse.“ |

## Vergleich der beiden Fassungen
Die knappe Urfassung des „Waldsteigs“ „berichtet mit heiterer Ironie“ über die Heilung des Protagonisten Theodor (Tiburius) Kingston und seinen Weg ins Glück. „Alles irgendwie überflüssige Beiwerk, alle Landschafts- und Stimmungsmalerei ist vermieden“ und zeigt im Stil Ähnlichkeiten des jungen Stifter mit dem Jean Pauls und E.T.A. Hoffmanns. Sie hat eine „ungebrochene, ursprüngliche Kraft, die in den endgültigen Fassungen […] gebändigt ist.“ Die zweite Fassung hat fast den doppelten Umfang. V. a. die Wanderungen und Naturbeobachtungen sowie die Entwicklung der Liebesbeziehung sind weiter ausgeführt und differenziert ausgestaltet. Dadurch ist der „Novellencharakter verwischt und die leichtbeschwingte Heiterkeit ist um einige Gramm schwerer geworden.“

## Interpretation
Stifter greift in seiner Erzählung das für die Zeit der Romantik (Jean Paul, Hoffmann, Tieck: Der Gelehrte) und des Biedermeier typische Motiv des Sonderlings und Einzelgängers auf und verbindet es in seiner Gestaltung mit dem Stadt-Land-Gegensatz und der Idyllentradition nach Rousseau. Von seiner Sozialkritik am wohlhabenden, saturierten Bürgertum und seiner falschen Erziehung ausgehend, proklamiert er die Lehre von einer einfachen natürlichen Lebensweise, das zu einer Stärkung der Seele und zur Harmonie unter den Menschen führt. Wie in den „Nachkommenschaften“ versöhnt der Autor mit Hilfe einer pragmatischen Frau den Protagonisten mit der Wirklichkeit. Gemeinsam sind den beiden Erzählungen auch die Bergwanderungen, die Naturskizzen und der harmonische Schluss mit Familienidylle.

## Ausgaben und Literatur
- s. Werkausgaben
- s. Literatur